# Fuente-Higuera

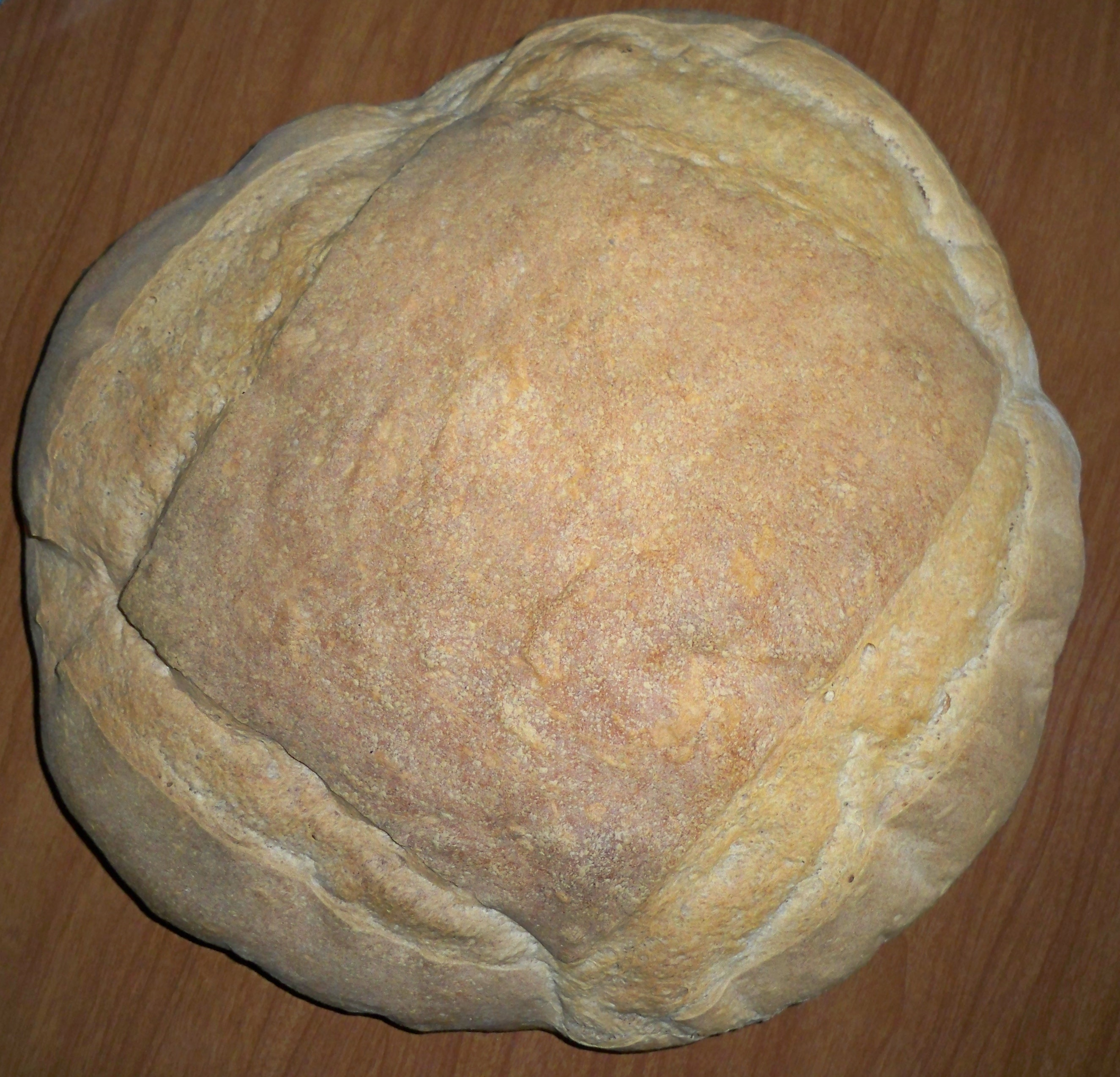
Pan típico de pueblo elaborado en la localidad de Fuente-Higuera, con gran tradición artesanal panadera.

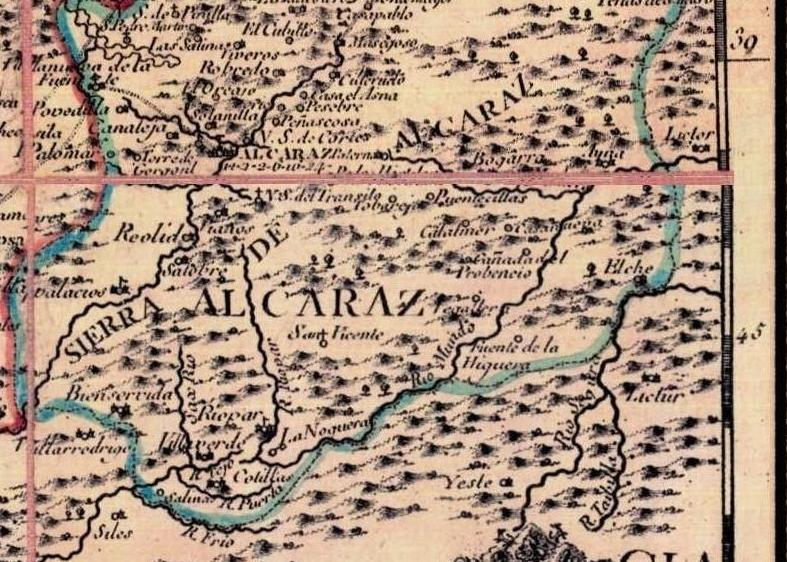
Mapa histórico de la Sierra de Alcaraz. (Fragmento de la antigua provincia de La Mancha, por Tomás López. Año 1765).

Fuente-Higuera es una localidad del municipio de Molinicos (Albacete), dentro de la comarca de la Sierra del Segura, y de la comunidad autónoma de Castilla-La Mancha. Se encuentra a 970 m s. n. m., y dista 5 km del núcleo principal del municipio. La carretera autonómica  CM-412  de (Porzuna (Ciudad Real) a Almansa (Albacete)), atraviesa de oeste a este toda la localidad, y es en torno a ella en donde se ha desarrollado la población.
Fuente-Higuera se ha convertido en una localidad con un potente sector servicios, gracias a su ubicación, en la ruta desde levante al parque natural de los Calares del Río Mundo y de la Sima, y especialmente al nacimiento del río Mundo (Los Chorros). 
La localidad, presenta unas pendientes pronunciadas que van de norte a sur, lo cual condiciona la orografía urbana, y potencia la dispersión de las edificaciones, creando calles sinuosas, que tienden hacia el trazado de la CM-412 que se erige como calle mayor de Fuente-Higuera. 

## Historia
Fuente-Higuera ya es citada dentro del "Diccionario geográfico-estadístico-histórico de España y sus posesiones de ultramar" de 1849.
Varias casas rurales (con capacidad para 40 personas), bares y restaurantes, carnicerías o panaderías son los principales atractivos de la población, especialmente reseñables por su tradición y renombre son las típicas hogazas de pan (Fuente-Higuera es considerada como la tahona de Molinicos), o la sabrosa carne de cordero segureño.
Además de los ya citados servicios, la población cuenta con un moderno centro social que cuenta entre sus dependencias con un consultorio médico.
En las inmediaciones también encontramos el aeródromo de Cañadillas, destinado a labores de control y extinción de incendios y que da empleo a un buen número de trabajadores, y que, además cuenta con el Centro Comarcal de Emergencias de la Sierra del Segura.
Fuente-Higuera celebra sus fiestas patronales en honor a la Santa Cruz en los primeros días de mayo, siendo las fiestas celebradas para todo el término, allí se citan todos los habitantes de los alrededores para participar en la Misa, la procesión, la puja de rollos y el baile popular, sin olvidar los cohetes y salvas a la Santa Cruz.
Fuente-Higuera se convierte el 31 de agosto en el punto de encuentro de todos los amantes de lo taurino y de las fiestas de Molinicos, puesto que desde esta localidad parten las reses que correrán los encierros, y los visitantes y vecinos parten desde aquí hasta las inmediaciones de Molinicos junto con las reses en una caminata que mezcla l mismo nivel emoción por el mundo taurino y peligrosidad por la cercanía con las reses.